# Desmia julialis
Desmia julialis là một loài bướm đêm trong họ Crambidae.